# Walter Dieckmann
Pour les articles homonymes, voir Dieckmann.
Walter Dieckmann (1869-1925) est un chimiste allemand et professeur agrégé allemand. 

## Biographie
Fils d'un marchand, il étude la chimie successivement à l'Université de Heidelberg, à l'université technique de Charlottenburg (aujourd'hui l'Université technique de Berlin) et enfin à l'université de Munich où il obtient son doctorat sous la direction d'Eugen Bamberger en 1892, puis devient assistant personnel d'Adolf von Baeyer. Il travaille par la suite pour la Badischen Anilin- und Sodafabrik (aujourd'hui BASF). En 1894, il retourne à l'université de Munich et obtient son habilitation en 1898. Dieckmann devient professeur associé à l'université de Munich.

## Travaux
Durant son habilitation, Dieckmann découvre une réaction qui portera son nom, la condensation de Dieckmann, une réaction de condensation de diester intramoléculaire. Cette réaction trouvera plus tard de larges applications dans la synthèse de composés polycycliques et macrocycliques.

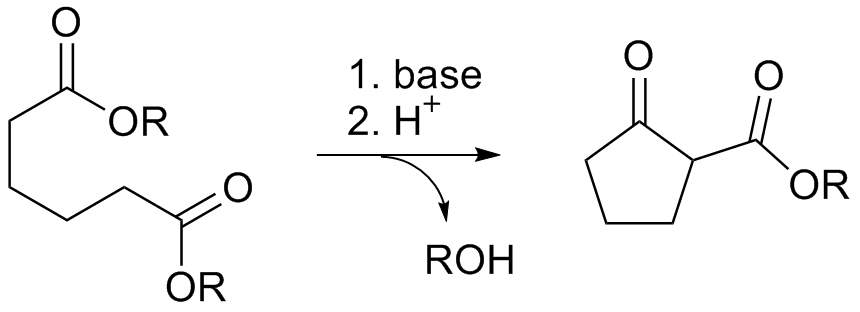
Condensation de Dieckmann

## Source de la traduction
- (de) Cet article est partiellement ou en totalité issu de l’article de Wikipédia en allemand intitulé « Walter Dieckmann » (voir la liste des auteurs).